# 青岛公交2路线
青岛公交2路线，是青岛市胶州湾东岸城区的一条公交线。该路线自1960年10月21日起开通运营，途经市南区和市北区，现分为全程和区间。2路线先后被评为山东省“文明公交线路”、全国“工人先锋号”、山东省“诚信公交线路”，该路线的“姐妹班”2005年3月被评为全国巾帼文明岗、2006年3月被评为全国“三八红旗集体”、全国女职工建功立业标兵岗等荣誉称号。

## 路线走向

### 区间
- 下行：途经胶宁高架路、海信立交桥、台东一路、辽宁路、热河路、热河路立交桥、胶州路、聊城路、胶州路、中山路、北京路、河南路、广西路、广西支路。
- 上行：途经广西支路、兰山路、河南路、天津路、中山路、胶州路、热河路立交桥、热河路、辽宁路、台东一路、海信立交桥、胶宁高架路、镇宁立交桥、胶宁高架路。 [參⁠ 3][參⁠ 4][參⁠ 1]

### 全程
- 下行：途经宁夏路、镇宁立交桥、胶宁高架路、海信立交桥、台东一路、辽宁路、热河路、热河路立交桥、胶州路、聊城路、胶州路、中山路、北京路、河南路、广西路、广西支路、兰山路、费县路、西藏路。
- 上行：途经西藏路、费县路、郯城路、太平路、中山路、广西路、河南路、天津路、中山路、胶州路、热河路立交桥、热河路、辽宁路、台东一路、海信立交桥、胶宁高架路、镇宁立交桥、镇江路、延吉路、金坛路。[參⁠ 4][參⁠ 1]

## 停车站点
本路线共设置19个停车站点。
| 序号 | 站名               | 下行                                                   | 下行                | 上行                                                   | 上行                | 换乘地铁         | 备注     |
| 序号 | 站名               | 停车                                                   | 站位                | 停车                                                   | 站位                | 换乘地铁         | 备注     |
| ---- | ------------------ | ------------------------------------------------------ | ------------------- | ------------------------------------------------------ | ------------------- | ---------------- | -------- |
| 1    | 金坛路站           | 快进的向下双箭头图形 · 公共汽车的图形                  | 宁夏路/金坛路       | 快进的向上双箭头图形 · 公共汽车的图形                  | 金坛路/宁夏路       |                  |          |
| 2    | 江都路站           |                                                        |                     | 向上箭头图形 · 公共汽车的图形                          | 金坛路/扬中路       |                  | 单向站   |
| 3    | 金坛路北站         |                                                        |                     | 向上箭头图形 · 公共汽车的图形                          | 延吉路/金坛路       |                  |          |
| 4    | 镇江路北站         |                                                        |                     | 快进的向上双箭头图形 · 公共汽车的图形                  | 延吉路/江都路       |                  |          |
| 5    | 镇宁立交桥站       |                                                        |                     | 向上箭头图形 · 公共汽车的图形                          | 镇江路/宁海小区     |                  |          |
| 6    | 镇江路站           | 快进的向下双箭头图形 · 无轨电车的图形 · 公共汽车的图形 | 胶宁高架路/北仲三路 | 向上箭头图形 · 无轨电车的图形                          | 胶宁高架路/北仲三路 |                  | 起讫并站 |
| 7    | 台东一路东光路站   | 向下箭头图形 · 无轨电车的图形 · 公共汽车的图形         | 台东一路/东光路     | 向上箭头图形 · 无轨电车的图形 · 公共汽车的图形         | 台东一路/东光路     | 海信桥站（2）    |          |
| 8    | 台东站             | 快进的向下双箭头图形 · 无轨电车的图形 · 公共汽车的图形 | 辽宁路/清和路       | 快进的向上双箭头图形 · 无轨电车的图形 · 公共汽车的图形 | 台东一路/辽宁路     | 台东站（1、2）   |          |
| 9    | 利津路站           | 快进的向下双箭头图形 · 无轨电车的图形 · 公共汽车的图形 | 辽宁路/昌乐路       | 快进的向上双箭头图形 · 无轨电车的图形 · 公共汽车的图形 | 辽宁路/宁海路       | 利津路站（2）    |          |
| 10   | 辽宁路华阳路站     | 快进的向下双箭头图形 · 无轨电车的图形 · 公共汽车的图形 | 辽宁路/曹县路       | 快进的向上双箭头图形 · 无轨电车的图形 · 公共汽车的图形 | 辽宁路/松山路       |                  |          |
| 11   | 科技街站           | 快进的向下双箭头图形 · 无轨电车的图形 · 公共汽车的图形 | 辽宁路/章丘路       | 快进的向上双箭头图形 · 无轨电车的图形 · 公共汽车的图形 | 辽宁路/邹平路       | 泰山路站（2、4） |          |
| 12   | 承德路站           | 向下箭头图形 · 无轨电车的图形 · 公共汽车的图形         | 热河路/承德路       | 向上箭头图形 · 无轨电车的图形 · 公共汽车的图形         | 热河路/承德路       |                  |          |
| 13   | 市立医院站         | 快进的向下双箭头图形 · 无轨电车的图形 · 公共汽车的图形 | 胶州路/长清路       | 快进的向上双箭头图形 · 无轨电车的图形 · 公共汽车的图形 | 胶州路/长清路       | 江苏路站（1、4） |          |
| 14   | 胶州路芝罘路站     | 向下箭头图形 · 无轨电车的图形 · 公共汽车的图形         | 胶州路/博山路       | 向上箭头图形 · 无轨电车的图形 · 公共汽车的图形         | 胶州路/济宁路       | 中山路站（1）    |          |
| 15   | 大沽路站           | 快进的向下双箭头图形 · 无轨电车的图形 · 公共汽车的图形 | 河南路/大沽路       | 快进的向上双箭头图形 · 无轨电车的图形 · 公共汽车的图形 | 天津路/河北路       |                  |          |
| 16   | 河南路湖南路站     | 快进的向下双箭头图形 · 无轨电车的图形 · 公共汽车的图形 | 河南路/湖南路       | 快进的向上双箭头图形 · 无轨电车的图形 · 公共汽车的图形 | 河南路/湖南路       |                  |          |
| 17   | 铁路青岛站广西路站 | 快进的向下双箭头图形 · 无轨电车的图形 · 公共汽车的图形 | 广西路/广西支路     | 向上箭头图形 · 无轨电车的图形                          | 广西支路/兰山路     | 青岛站（1、3）   | 起讫并站 |
| 18   | 铁路青岛站费县路站 |                                                        |                     | 快进的向上双箭头图形 · 公共汽车的图形                  | 费县路/广州路       | 青岛站（1、3）   | 单向站   |
| 19   | 西镇站             | 快进的向下双箭头图形 · 公共汽车的图形                  | 西藏路/寿张路       | 快进的向上双箭头图形 · 公共汽车的图形                  | 费县路/汶上路       | 西镇站（1）      |          |

## 运营时间
以下均为当地时间（UTC+8）为准。

### 区间
- 镇江路站（主站）：05:30-21:30
- 青岛火车站（副站）：06:00-22:00

### 非区间
- 金坛路（主站）：04:30-22:50
- 西镇（副站）：04:25-22:50

## 票制票价
无人售票一票制，每人次投币RMB ¥ 1，刷卡8折，实行公交换乘优惠。
空调开启时间为7月1日至9月15日、12月1日至次年3月15日，在此期间内，票价为[[CNY]] 2，使用[[琴岛通]]卡8折，实行公交换乘优惠。

## 区间运行
自2021年1月8日起，原2路电车改为2路区间线，主站为镇宁立交桥西站，副站为铁路青岛站广西支路，运行路线与原2路电车相同。
此前为配合交警对胶宁高架路镇宁立交桥路段的道路调流，2012年6月26日起，2路线电车每天6:30~9:30和17:00~19:00之间，下行缩减为十九中至青岛火车站区间运行；每天6:00~9:00和16:30~18:30之间，上行缩减为青岛火车站至十九中区间运行；其他时段、法定节假日和双休日，恢复原线路运行。区间运行时，车辆前挡风玻璃处放置“区间车”标牌。

## 特色服务

### 夜间加车
2路线汽车每日23:20开行青岛火车站至金坛路的夜间加车1班次。

### 学生专车(已停运)
2路线汽车工作日早晚高峰时段开通学生专车，行驶路线、站点不变，仅限学生乘坐。学生专车运行时，车辆头牌显示“学生专车”字样，或在前挡风玻璃处放置“学生专车”标牌。
- 早：金坛路站6:25发出下行车1班次；西镇站6:25发出上行车1班次。
- 晚：金坛路站17:05发出下行车1班次；西镇站17:30发出上行车1班次。

#### 高考学生专车
2路线汽车在普通高等学校招生全国统一考试（高考）期间每早7:30由金坛路站发出1班次高考学生专车，行驶路线、站点不变，仅限考试学生及送考人员乘坐。专车运行时，前挡风玻璃处放置“高考学生专车”标牌。

### 互联网+公交快车
2路线汽车工作日上下班高峰时段开通“互联网+”公交，只停靠客流集中的11个站点，以缩短运行时间。快车运行时，车辆前挡风玻璃处放置“互联网+公交快车”标牌。
- 早：金坛路站7:20发出下行车1班次。
- 晚：西镇站17:10发出上行车1班次。

## 历史沿革
- 1960年7月，2路线基建一期工程正式施工；10月16日，第一整流变电站正式供电；10月21日，从火车站到市立医院车站的接触网架设完毕，全长2.27 km，并正式通车；12月，市立医院至东镇车站的接触网架设完毕，路线进行了第一次延伸。
- 1962年，开始建设火车站至西镇车站0.95 km 和东镇至延安路广场车站1.15 km 的接触网，1963年1月23日架设完毕。至此，2路线全长达到7.7 km。
- 1985年12月12日，延安路至手表厂车站接触网架设完毕。至此，2路线全长达到8.01 km。
- 1994年，由于电车到期报废导致2路线客运压力很大，青岛公交集团将首批10辆双层公共汽车投入2路线运行。
- 1997年，青岛市、市南区两级人民政府为打造中山路为“城市名片”，对其进行美化、亮化工程，拆除了中山路绝大部分电车接触网，2路、5路线改线至河南路。
- 1998年下半年，为缓解电车线路的客运紧张局面，公交集团先后对2路、5路线投入汽车48辆。9月，因镇宁立交桥与海信立交桥东引道拓宽、两边道路打通工程，位于宁夏路和镇江路路口西南的电车停车场被拆除，2路线电车宿车于胶宁高架路上，线路东端主站也改设于高架路旁。
- 1999年，2路线火车站以西段由于费县路的亮化、美化工程使电车接触网被拆除，电车缩短的路线由汽车代替运营。
- 2010年8月，受辽宁路的利津路至华阳路段全封闭施工影响，2路线电车停运，代之以26辆汽车，施工结束后电车恢复营运。[參⁠ 15]受地铁火车站段施工兰山路路口封闭的影响，10月14日起2路线取消原火车站下客站，于广西支路设立新的下客站，于兰山路原港湾站点东约30米处设立新的火车站始发站。[參⁠ 16]
- 2011年3月，受胶宁高架路工程胶州路接线匝道桥施工影响，长清路至聊城路路段半封闭，19日起2路线胶州路该路段东向西方向改道行驶，变更经由路线为：胶州路—胶州路长清路路口—胶州路北侧匝道—聊城路—胶州路，恢复原线行驶。[參⁠ 17]
- 因地铁占路部分施工结束，自2012年6月14日起，2路线青岛火车站副站及下客站由兰山路（广西支路以东段）和广西支路恢复至原兰山路港湾车站。[參⁠ 18]7月，市北交警在电车2路线镇江路始发站施划公交车专用停车泊位。[參⁠ 19]
- 2013年3月28日起，2路线取消原青岛火车站下客站，于广西支路设立新的下客站，于兰山路原港湾站点东约30米处新设立的青岛火车站始发站。[參⁠ 20]
- 2014年9月20日起，受地铁青岛站施工影响，2路线位于兰山路上的上客站取消，迁至广西支路与下客站合并。[參⁠ 21]
- 2015年1月4日，由东风扬子江汽车（武汉）有限责任公司负责改装的双动源无轨电车编入2路线，14日起开始为其一周的全程载客试运行。
- 2016年8月5日起，因地铁台东站施工，台东一路（威海路至菜市二路段）全封闭，2路线改至台东一路南侧辅路运行。[參⁠ 22]